# Jacek Bodyk
Jacek Bodyk (Polkowice, 12 de junho de 1966) é um ciclista polonês. Tornou-se profissional em 1992, quando competiu para a equipe italiana Lampre-Colnago-Animex.